# Hattušili II
Hattušili II (fl. XIV secolo a.C.) è un presunto re ittita che potrebbe aver eventualmente governato nella prima metà del XIV secolo a.C. per un breve periodo, come reggente forse di  Tudhaliya III o co-reggente di Arnuwanda I.
È la figura più lungamente dibattuta dell'intera epopea ittita.

## L'elusivo Hattusili
Sulla sua esistenza non c'è consenso tra gli storici, essendo questi menzionato solo in un documento sulle azioni militari ittite in Siria: il trattato, successivo alla battaglia di Qadeš (1.274 a.C.), tra il re ittita Muwatalli II e Talmi-Sharrumma di Aleppo, che in quello scontro aveva combattuto a fianco degli Ittiti.
Nel preambolo storico del trattato si parla di Hattusili, re di Hatti dopo fatti riferiti a Tudhaliya I/II ed immediatamente prima dell'ascesa al trono di Šuppiluliuma I, circostanza che colloca il suo supposto regno tra il 1.400 ed il 1.350 a.C.
In aggiunta va evidenziato che il secolo seguente Hattušili III, nella sua genealogia, si proclama pronipote di Hattusili, circostanza che implicherebbe che questo Hattusili, certo il secondo se si prende il termine "pronipote" alla lettera, sarebbe stato il padre del grande Šuppiluliuma I (Hattusili III era figlio di Mursili II, il figlio minore di Suppiluliuma I); o di sua moglie Henti.
Sappiamo dai sigilli rinvenuti che Suppiluliuma si proclamava "figlio di Tudhaliya III", circostanza generalmente accettata (benché qualcuno negli ultimi anni abbia avanzato l'ipotesi di una adozione di Suppiluliuma da parte di Tudhaliya, la cui figlia naturale sarebbe stata invece Henti, prima moglie di Suppiluliuma) che fa ritenere ad alcuni storici che il riferimento di Hattušili III fosse pertanto a Hattušili I (vissuto nel 17° secolo a.C.), uno dei padri fondatori della nazione, a cui questi si sarebbe richiamato per omonimia con un generico pronipote, che andrebbe inteso come discendente. Anche se, per come si snoda il testo, appare piuttosto chiaro che il riferimento temporale sia ad un'epoca più recente.
Il nome di Hattusili II non è incluso in nessuna lista reale successiva e non ci è pervenuto alcun suo sigillo reale, il che porta gli storici a ritenere che o non sia mai esistito o che al massimo possa essere stato un co-reggente temporaneo di un altro sovrano.

## Una ridda di ipotesi senza soluzione
Onofrio Carruba, al terzo congresso mondiale di ittitologia (1996), lanciò l'ipotesi che Hattusili II potesse identificarsi con Kantuzzili, uno degli assassini di Muwatalli I e presumibile padre di Tudhaliya I/II che lo sostituì sul trono.
Ma come ha convincentemente argomentato Beal, le liste delle offerte "D" ed "E" riportano il nome di Kantuzzili a fianco di un nome femminile, Walanni, che sappiamo dall'elenco delle Regine Regnanti ittite di Nuntarriyasha aver preceduto in ordine temporale in tale incarico Nikkalmati, moglie di Tudhaliya I/II. Questa circostanza avvalora l'ipotesi che tra Muwatalli I e Tudhaliya I/II abbia regnato Kantuzzili, che Walanni sia stata la sua sposa reale e non quella di Muwatalli e che soprattutto, essendo riportato in ambo i testi tale personaggio col nome Kantuzzili, difficilmente lo si possa identificare con il fantomatico Hattusili II.
Storici come Otten e Astour ritengono che non sia mai esistito e che il riferimento che troviamo nel trattato di Talmi-Sharrumma sia a Hattušili I; Forlanini lo ipotizza, a livello puramente congetturale, figlio di Tudhaliya I/II di cui sarebbe stato inizialmente il tuhkanti e co-reggente, poi rimosso (o deceduto) e sostituito con il genero Arnuwanda I, successivamente adottato dal sovrano.
Altri storici, come Guterbock, ipotizzano che possa essere stato Tašmi-Sharri, il figlio maggiore di Arnuwanda I e della regina Asmunikal, asceso poi eventualmente al trono con il nome di Hattusili; in tal caso seguirebbe il padre nell'ordine temporale e sarebbe deceduto rapidamente, lasciando il trono a Tudhaliya III che secondo tale ipotesi ne sarebbe stato il fratello minore.
A questo proposito, tuttavia, c'è generale consenso accademico sul fatto che Tašmi-Sharri sia in effetti asceso al trono, ma che si tratti di Tudhaliya III.
Tra gli studiosi su questa linea Klengel, che avanza l'ipotesi che Hattusili II sia stato non il figlio ma il fratello di Arnuwanda I, pertanto non di sangue reale, e che possa magari aver svolto brevemente la funzione di reggente per il giovane Tudhaliya.
Beal sviluppa ulteriormente il concetto, e ipotizza, in alternativa all'idea lanciata da Klengel, che Hattusili II possa essere stato in effetti il reggente di Tudhaliya, ma non in qualità di fratello di Arnuwanda bensì di figlio del re e di una sposa secondaria, quindi di secondo rango, il che spiegherebbe perché pur essendo il maggiore non fosse l'erede al trono; la circostanza di non trovarlo in alcuna lista reale, come ammette lo stesso autore, lascia però molti dubbi e fa pensare che al massimo sia stata una reggenza assai limitata.
Rimarchevole la circostanza che in un testo venga citato un nipote di Arnuwanda, tale Tulpi-Tešub, con Tudhaliya III ancora molto giovane; questo rende praticamente certa, come evidenziato da Houwink ten Cate, l'esistenza di un figlio del re più adulto dell'erede designato, tale Ašmi-Šarrumma, forse morto prematuramente, che possa appunto esser stato, brevemente e quale co-reggente del padre, il fantomatico Hattusili.
Una soluzione che incastri i pezzi complicati del mosaico potrebbe arrivare proprio da Houwink ten Cate, che a livello deduttivo elabora una teoria partendo proprio dall'idea che Hattušili fosse uno dei fratelli di Tudhaliya III, a questi premorto: Ašmi-Šarrumma o lo stesso Manninni, asceso brevemente al trono in coreggenza col padre col nome di Hattusili II.
Questi sarebbe stato anche il padre della futura regina Henti, moglie di Suppiluliuma, definita in un sigillo "..figlia del Gran Re..", circostanza che ha fatto supporre ad alcuni storici che fosse lei e non Suppiluliuma la figlia del re Tudhaliya III.
Tale ipotesi, se combinata a quella avanzata da Dinçol, che Suppiluliuma in effetti fosse figlio biologico di Tudhaliya e di una moglie secondaria, darebbe finalmente una collocazione logica ad Hattusili II, spiegherebbe la definizione dell'ascendenza reale di Henti ed anche perché Suppiluliuma si proclamasse "figlio di Tudhaliya".
Manca tuttavia la prova archeologica, e pertanto ad oggi la collocazione e l'esistenza di Hattusili II restano più che incerti.